# Karbon14
Karbon14 (nekdaj Kontour in še prej KIllustrator) je urejevalnik vektorske grafike tipa SVG. Je del pisarniške zbirke KOffice, pisarniške garniture KDE. Ime je besedna igra na KDE in radioaktivni izotop ogljik-14.